# Молукски ветрилоопашат гущер
Молукските ветрилоопашати гущери (Hydrosaurus amboinensis), наричани също гигантски агами и соа-соа, са вид едри влечуги от семейство Агамови (Agamidae).
Срещат с в близост до водни басейни в екваториалните гори на островите Нова Гвинея и Амбон. С дължина, надхвърляща 1 метър, те са най-едрите представители на семейство Агамови.